# Грабівка (зупинний пункт)
Грабівка (біл. Грабаўка) — зупинний пункт Гомельського відділення Білоруської залізниці в Гомельському районі Гомельської області. Розташований за 1,9 км на захід від села Грабівка; на лінії Ліски — Кравцовка, між зупинним пунктом Журавинка і зупинним пунктом Радуга.